# Mariatorget (plein)

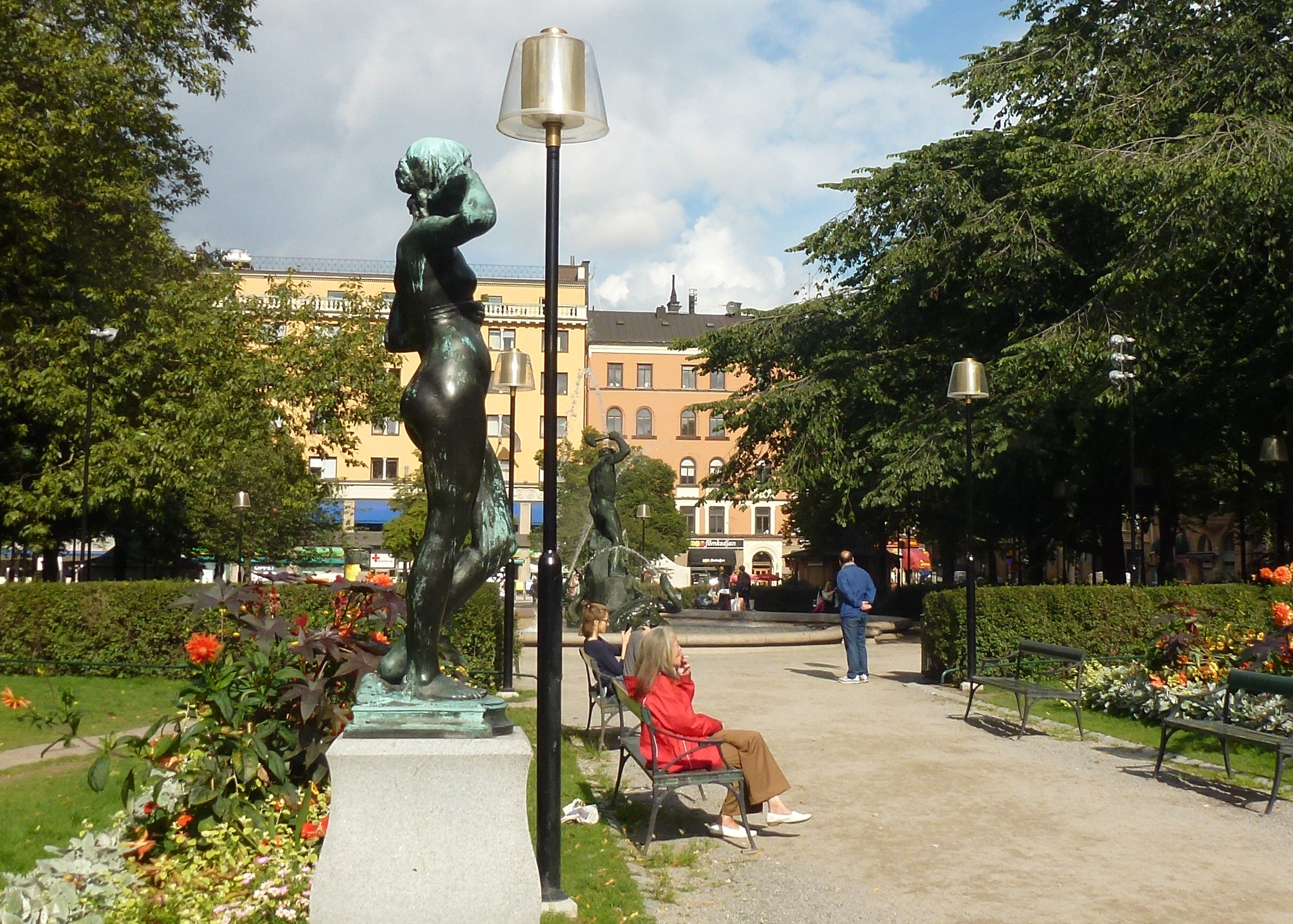
Mariatorget (met beeld van Snöklockan)

Mariatorget (Mariaplein) is een plein en park in de wijk Södermalm in de Zweedse hoofdstad Stockholm. Het plein is 140 meter bij 80 meter groot. Het plein is rond 1760 aangelegd en heette tot 1959 Adolf Fredriks torg. De huidige naam slaat op de Maria Magdalenakerk, die vlakbij ligt. Het plein heeft ook een metrostation.
In het park bevindt zich de beeldenfontein Tors fiske gemaakt door Anders Wissler, de beelden Snöklockan en Tjusningen gemaakt door Per Hasselberg en een borstbeeld van Emanuel Swedenborg gemaakt door Gustaf Nordahl.